# Солёное (Акимовский район)
Солёное (укр. Солоне) — село,
Атманайский сельский совет,
Акимовский район,
Запорожская область,
Украина.
Код КОАТУУ — 2320380209. Население по переписи 2001 года составляло 295 человек .

## Географическое положение
Село Солёное находится на левом берегу реки Атманай,
на противоположном берегу — село Новое.

## История
- 1841 год — дата основания как село Атмановка.
- В 1960 году переименовано в село Солёное.